# 70-й Венецианский кинофестиваль
Юбилейный 70-й Венецианский международный кинофестиваль прошёл в Венеции с 28 августа по 7 сентября 2013 года. Американский кинорежиссёр Уильям Фридкин был удостоен почётной награды за жизненный вклад в развитие мирового кинематографа. Жюри возглавил классик итальянского кинематографа Бернардо Бертолуччи. Ранее он был председателем жюри на 40-м кинофестивале в 1983 году.
Смотр открылся фантастической картиной «Гравитация» режиссёра Альфонсо Куарона с Сандрой Буллок и Джорджем Клуни в главных ролях. Фильмом закрытия выступила бразильская документальная работа Тьерри Рагоберта «Амазония». Церемонии открытия и закрытия провела итальянская модель и актриса Ева Риккобоно.
Как отмечает издание «РИА Новости», «основной конкурс фестиваля в этом году удивляет не столько количеством громких премьер и имён, сколько разнообразием», так как среди представителей основной конкурсной программы присутствуют как анимационные, так и документальные ленты. Здесь, на Лидо, впервые показали и долгожданный и давно разрабатываемый проект Терри Гиллиама «Теорема Зеро».
Впервые в истории Венецианского кинофорума обладателем главного приза «Золотой лев» стал документальный фильм итальянского режиссёра Джанфранко Рози «Священная римская кольцевая». Лучшим постановщиком конкурсной программы признан грек Александрос Авранас («Госпожа жестокость»), за участие в картине которого артист Темис Пану забрал кубок Вольпи за лучшую мужскую роль. Аналогичной награды в противоположной категории удостоена 82-летняя Елена Котта, создавшая ключевой образ в ленте «Улица в Палермо». Неоднозначное решение жюри, как и в прошлом году, подверглось небывалой критике со стороны журналистов.

## Ход фестиваля
Официальная конкурсная программа Мостры была объявлена 25 июля 2013 года. В честь юбилея одного из старейших мировых кинофестивалей 70 кинорежиссёров со всех уголков планеты сняли 70 одноминутных короткометражек.
Взявший слово на церемонии открытия председатель жюри Бернардо Бертолуччи заявил, что ожидает от Венецианского смотра «приятных сюрпризов»: «Я искренне надеюсь, что в программе найдётся что-то, что меня удивит, превзойдёт все мои ожидания. Это серьёзная ответственность — выбирать победителей основного конкурса, распределять „Золотого льва“, приз жюри и другие значимые награды. Я очень хочу, чтобы в этой программе были приятные сюрпризы».
Впервые в 2013 году конкурсной стала традиционная программа «Венецианская классика», в которой зрителям демонстрируются классические мировые кинокартины. В качестве членов жюри были отобраны студенты различных итальянских университетов. Секция открылась отреставрированной лентой «Колдун» Уильяма Фридкина, считающего её своей лучшей и самой личной работой в карьере. Позже Фридкину был вручён почётный «Золотой лев» за жизненные достижения в сфере киноискусства. Отмечая необъятные заслуги постановщика, директор фестиваля Альберто Барбера отметил:
Фридкин сделал заметный вклад в обновление американского кино, способствовав возникновению «Нового Голливуда», одним из видных мастеров которого является. Режиссёр революционизировал жанры полицейского триллера и фильма ужасов. Творчество Фридкина до сих пор является образцом высокого интеллектуального кино, одновременно занимательного и захватывающего.
Примечательно, что «Золотой лев» был присуждён Фридкину прямо в 78-й день рождения — 29 августа.
Почётной награды Persol был удостоен и виднейший представитель польской киношколы Анджей Вайда, на премьеру новой картины которого «Валенса. Человек из надежды» приехал сам объект фильма, бывший президент Польши Лех Валенса.
Среди всех фильмов, показанных в программе «Венецианская классика», присутствовали и российские — так, в Венеции показали драму «Мой друг Иван Лапшин» ушедшего из жизни в этом году режиссёра Алексея Германа.
Появление на Лидо Дэниела Рэдклиффа, прибывшего презентовать внеконкурсную работу «Убей своих любимых», в которой он исполнил одну из ключевых ролей, привело к абсолютному заполнению зала пресс-конференции и невероятному ажиотажу. Ситуация повторилась в день премьеры проекта Терри Гиллиама «Теорема Зеро»: билеты были полностью раскуплены, а у кинотеатра образовалась невиданная толпа зрителей.
70-й Венецианский кинофорум стал знаковым для именитого японского аниматора Хаяо Миядзаки: во время его проведения режиссёр сообщил прессе, что завершает свою карьеру. Конкурсный байопик его творения «Ветер крепчает», тем не менее, был неоднозначно принят журналистами. Подобное заявление в Венеции сделал и тайванец Цай Минлянь, уставший от процесса создавания кино. Картина «Бродячие псы», удостоенная гран-при жюри, по его словам, станет последней в его карьере.
За день до церемонии награждения киноведы и критики в составе Международной федерации кинопрессы (ФИПРЕССИ) признали лучшим конкурсным фильмом психологический триллер Ксавье Долана «Том на ферме». На площади перед Дворцом кино, где состоялось закрытие форума, были замечены несколько десятков человек с плакатами «Война Обамы? Нет, спасибо», протестовавших против войны США и Сирии.
Всего на смотре были продемонстрированы 3470 фильмов, среди которых 1534 полнометражных и 1936 короткометражных. Также в этом году здесь состоялись 52 мировые премьеры тех или иных работ.

## Аналитика
Кажется, что составивший эту программу Альберто Барбера специально поставил жюри перед выбором не только конкретного призёра, но и нового вектора, собрав в конкурсе представителей всех современных направлений.
Абсолютным и неоспоримым фаворитом Мостры 2013 года стала трагикомедия маститого британского постановщика Стивена Фрирза «Филомена», покорившая как зрителей, так и критиков. Именно она заняла первое место в традиционном фестивальном рейтинге, составляемом популярным итальянским журналом Ciak. Работе Фрирза критики поставили наибольшее количество звёзд, тем самым обозначив её «шедевром». После окончания показов конкурсных картин подавляющее большинство обозревателей прочили «Филомене» главный приз «Золотой лев», а исполнительнице главной роли Джуди Денч — кубок Вольпи за лучшую женскую роль. Аналогичную награду за мужскую роль, в основном, предрекали Кристофу Вальцу, сыгравшему математика Коэна Лэта в «Теореме Зеро» Терри Гиллиама.
Как и в прошлом году, выбор жюри основного конкурса во главе с Бернардо Бертолуччи вызвало практически единогласное недоумение у представителей прессы и критиков. Если представление к наградам актёрских работ ещё было хоть как-то оправдано, то присвоение «Серебряного льва» режиссёру Авранасу было встречено «буканием» и свистом; та же самая ситуация повторилась и с главным призом, отошедшим к документальной ленте «Священная римская кольцевая». Присуждение ключевой награды «Священной римской кольцевой» усугублялось тем, что эта неигровая работа была показана в самом конце фестиваля, когда многие журналисты уже покинули Венецию.
Возмущённый результатами фестиваля Антон Долин отмечает, что «единственная венецианская награда, которая не вызвала никакого протеста ни у кого, — приз Марчелло Мастроянни для лучшего молодого актёра». По его словам, «Госпожа жестокость», получившая сразу два приза, является «худшей картиной венецианской программы этого года».
Схожего мнения придерживается многолетний обозреватель «Российской газеты» Валерий Кичин, посчитавший «Госпожу жестокость» «посредственной семейной драмой». Решение жюри Кичин сравнил с исходом 57-го Каннского кинофестиваля, когда жюри под председательством Квентина Тарантино присудило главную награду скандальной документальной работе «Фаренгейт 9/11».
Подводя итоги Мостры-2013, журналистка «Независимой газеты» Дарья Борисова пишет, что опытные «старожилы» форума говорят о том, что он уже не тот, «что градус престижа упал и залы перестали забиваться до отказа». В финале своего обзора Борисова, тем не менее, уверенно успокаивает читателей: «…в длинной истории Мостры было уже столько провалов, после которых следовали взлёты, что надежду терять не приходится».

## Жюри

### Основной конкурс
- Бернардо Бертолуччи, режиссёр ( Италия) — председатель
- Андреа Арнольд, режиссёр и сценаристка ( Англия)
- Ренато Берта, оператор ( Швейцария,  Франция)
- Кэрри Фишер, актриса и писательница ( США)
- Мартина Гедек, актриса ( Германия)
- Цзян Вэнь, актёр и режиссёр ( Китай)
- Пабло Ларраин, режиссёр и сценарист ( Чили)
- Виржини Ледуайен, актриса ( Франция)
- Рюити Сакамото, композитор ( Япония)

- Члены жюри основной конкурсной программы, слева направо: Бернардо Бертолуччи, Андреа Арнольд, Кэрри Фишер, Мартина Гедек, Виржини Ледуайен, Рюити Сакамото

### Программа «Горизонты»
- Пол Шредер, режиссёр ( США) — председатель
- Катрин Корзини, режиссёр и сценаристка ( Франция)
- Леонардо Ди Костанцо, режиссёр ( Италия)
- Фредерик Фонтейн, режиссёр ( Бельгия)
- Ксения Раппопорт, актриса ( Россия)
- Амр Уэйкд, актёр ( Египет)
- Гольшифте Фарахани, актриса ( Иран)

## Конкурсная программа
| Лауреат «Золотого льва» выделен отдельным цветом. |

| Лауреат гран-при жюри выделен отдельным цветом. |

### Основной конкурс
| Название                                     | Оригинальное название   | Режиссёр            | Страна                         |
| -------------------------------------------- | ----------------------- | ------------------- | ------------------------------ |
| Ана Аравия                                   | Ana Arabia              | Амос Гитай          | Израиль · Франция              |
| Бродячие псы                                 | Jiaoyou                 | Цай Минлян          | Китайская Республика · Франция |
| Ветер крепчает (мультфильм)                  | 風立ちぬ                | Хаяо Миядзаки       | Япония                         |
| Госпожа жестокость                           | Miss Violence           | Александрос Авранас | Греция                         |
| Джо                                          | Joe                     | Дэвид Гордон Грин   | США                            |
| Дитя божье                                   | Child of God            | Джеймс Франко       | США                            |
| Жена полицейского                            | Die Frau des Polizisten | Филип Грёнинг       | Германия                       |
| Крыши                                        | Es-Stouh                | Мерзак Аллуаш       | Алжир · Франция                |
| Неизвестный известный (документальный)       | The Unknown Known       | Эррол Моррис        | США                            |
| Неустрашимый                                 | L’intrepido             | Джанни Амелио       | Италия                         |
| Ночные движения                              | Night Moves             | Келли Райхардт      | США                            |
| Парклэнд                                     | Parkland                | Питер Ландесман     | США                            |
| Побудь в моей шкуре                          | Under the Skin          | Джонатан Глэйзер    | Великобритания · США           |
| Ревность                                     | La Jalousie             | Филипп Гаррель      | Франция                        |
| Священная римская кольцевая (документальный) | Sacro Gra               | Джанфранко Рози     | Италия                         |
| Теорема Зеро                                 | The Zero Theorem        | Терри Гиллиам       | Великобритания · Румыния       |
| Том на ферме                                 | Tom a la ferme          | Ксавье Долан        | Канада · Франция               |
| Тропы                                        | Tracks                  | Джон Кёрран         | Великобритания · Австралия     |
| Улица в Палермо                              | Via Castellana Bandiera | Эмма Данте          | Италия · Швейцария · Франция   |
| Филомена                                     | Philomena               | Стивен Фрирз        | Великобритания                 |

### Программа «Горизонты»
| Название                          | Оригинальное название     | Режиссёр                                | Страна                  |
| --------------------------------- | ------------------------- | --------------------------------------- | ----------------------- |
| Aningaaq                          | Aningaaq                  | Йонас Куарон                            | США                     |
| Minesh                            | Minesh                    | Шалин Сиркар                            | ЮАР · Германия · Дания  |
| Балкон                            | Ballkoni                  | Лендита Зекьираж                        | Косово                  |
| Бланко                            | Blanco                    | Игнасио Гатика                          | Аргентина               |
| В третий раз                      | Il terzo tempo            | Энрико Мария Артале                     | Италия                  |
| Волчьи дети                       | Wolfskinder               | Рик Остерманн                           | Германия                |
| Все красивые вещи                 | Toutes les belles choses  | Сесиль Биклер                           | Франция                 |
| Дома с маленькими окнами          | Houses with Small Windows | Бьюлент Ёзтёрк                          | Бельгия                 |
| Железная хватка                   | Cold Snap                 | Лео Вудхэд                              | Новая Зеландия          |
| Жизнь после                       | La vida despues           | Давид Паблос                            | Мексика                 |
| Застойная вода                    | Sishui                    | Ксявей Вонг                             | Китай                   |
| Курица                            | La gallina                | Манель Рага                             | Испания                 |
| Куш                               | Kush                      | Шубхашиш Бхутьяни                       | Индия                   |
| Малая Родина                      | Piccola Patria            | Алессандро Россетто                     | Италия                  |
| Мальчики с Востока                | Eastern Boys              | Робен Кампийо                           | Франция                 |
| Медея                             | Medeas                    | Андреа Паллаоро                         | США · Италия            |
| Меня зовут Ммм...                 | Je m’appelle Hmmm…        | Агнес Б.                                | Франция                 |
| Младший брат                      | Bauyr                     | Серик Апрымов                           | Казахстан               |
| Мы — лучшие!                      | Vi är bäst!               | Лукас Мудиссон                          | Швеция · Дания          |
| Мысли Калашникова                 | Un pensiero Kalasnikov    | Джорджио Бозизио                        | Италия · Великобритания |
| Натюрморт                         | Still Life                | Уберто Пазолини                         | Великобритания · Италия |
| Несколько девушек                 | Algunas Chicas            | Сантьяго Палавечино                     | Аргентина               |
| Пало-Альто                        | Palo Alto                 | Джиа Коппола                            | США                     |
| Первый снег                       | La prima neve             | Андреа Сегре                            | Италия                  |
| Почему ты не играешь в аду?       | Jigoku de naze warui      | Сион Соно                               | Япония                  |
| Проба                             | The Audition              | Михаэль Хауссман                        | Италия                  |
| Руины                             | Ruin                      | Майкл Коди Амьель Куртен-Уилсон         | Австралия               |
| Рыба и кошка                      | Mahi va gorben            | Шахрам Мокри                            | Иран                    |
| Смерть единорога                  | Death for a Unicorn       | Риккардо Бернаскони Франческа Ревердито | Швейцария               |
| Таинство                          | The Sacrament             | Тай Уэст                                | США                     |
| То, что остаётся (документальный) | Quello che resta          | Валерия Алльеви                         | Италия                  |

## Внеконкурсные показы
| Название                                  | Оригинальное название                       | Режиссёр                             | Страна                                   |
| ----------------------------------------- | ------------------------------------------- | ------------------------------------ | ---------------------------------------- |
| Амазония (фильм закрытия)                 | Amazonia                                    | Тьерри Рагобер                       | Франция · Бразилия                       |
| Космический пират Харлок (мультфильм)     | Space Pirate Captain Harlock                | Синдзи Арамаки                       | Япония                                   |
| Валенса. Человек надежды                  | Walesa. Czlowiek z nadziei                  | Анджей Вайда                         | Польша                                   |
| Волчья яма 2                              | Wolf Creek 2                                | Грег Маклин                          | Австралия                                |
| Голос Берлингуэра                         | La voce di Berlinguer                       | Марио Сести Тео Теардо               | Италия                                   |
| Гравитация (фильм открытия)               | Gravity                                     | Альфонсо Куарон                      | США                                      |
| Единственная Минни                        | Sole Minnie                                 | Пол Рудиш Аарон Спрингер Клэй Морроу | США                                      |
| Затаив дыхание                            | Con il fiato sospeso                        | Костанца Кватриглио                  | Италия                                   |
| Искупление                                | Redemption                                  | Мигел Гомеш                          | Португалия · Франция · Германия · Италия |
| Каньоны                                   | The Canyons                                 | Пол Шредер                           | США                                      |
| Лето 82-го: когда Заппа пришёл на Сицилию | Summer 82 when Zappa came to Sicily         | Сальво Куччиа                        | Италия · США                             |
| Ложь Армстронга                           | The Armstrong Lie                           | Алекс Гибни                          | США                                      |
| Лок                                       | Locke                                       | Стивен Найт                          | Великобритания                           |
| Мёбиус                                    | Moebius                                     | Ким Ки Дук                           | Республика Корея                         |
| Непрощённый                               | Yurusarezaru mono                           | Ли Сан Иль                           | Япония                                   |
| Обещание                                  | Une Promesse                                | Патрис Леконт                        | Франция · Бельгия                        |
| От дома к дому — хроника мечты            | Die Andere Heimat — Chronik Einer Sehnsucht | Эдгар Райтц                          | Германия                                 |
| Пайн-Ридж                                 | Pine Ridge                                  | Анна Эборн                           | Дания                                    |
| Пока безумие не разлучит нас              | Feng al                                     | Ван Бин                              | Гонконг · Франция · Япония               |
| У Беркли                                  | At Berkeley                                 | Фредерик Уайзман                     | США                                      |
| Украина — не бордель                      | Украина — не бордель                        | Китти Грин                           | Австралия                                |
| Это странное имя Федерико                 | Che strano chiamarsi Federico               | Этторе Скола                         | Италия                                   |

## Награды
- «Золотой лев»
  - «Священная римская кольцевая» (документальный), реж. Джанфранко Рози (Италия)
- «Серебряный лев» за лучшую режиссуру
  - Александрос Авранас, «Госпожа жестокость» (Греция)
- Гран-при жюри
  - «Бродячие псы», реж. Цай Минлян (Китайская Республика, Франция)
- Специальный приз жюри
  - «Жена полицейского», реж. Филип Грёнинг (Германия)
- Кубок Вольпи за лучшую мужскую роль
  - Темис Пану, «Госпожа жестокость», реж. Александрос Авранас (Греция)
- Кубок Вольпи за лучшую женскую роль
  - Элена Котта, «Улица в Палермо», реж. Эмма Данте (Италия, Швейцария, Франция)
- Лучший сценарий
  - Стив Куган, Джефф Поуп, «Филомена», реж. Стивен Фрирз (Великобритания)
- «Голубой лев»
  - «Филомена», реж. Стивен Фрирз (Великобритания)
- Приз ФИПРЕССИ
  - «Том на ферме», реж. Ксавье Долан (Канада, Франция)
- Приз имени Марчелло Мастроянни лучшему молодому актёру
  - Тай Шеридан, «Джо», реж. Дэвид Гордон Грин (США)
- Почётный «Золотой лев» за жизненные достижения
  - Уильям Фридкин, кинорежиссёр (США)
- Главный приз программы «Горизонты»
  - «Мальчики с Востока», реж. Робен Кампийо (Франция)
- Гран-при жюри программы «Горизонты»
  - «Руины», реж. Майкл Коди и Амьель Куртен-Уилсон (Австралия)
- Приз программы «Горизонты» за лучшую режиссуру
  - Уберто Пазолини, «Натюрморт» (Великобритания, Италия)